# Шарль де Сент-Евремон
Шарль Марготель де Сен-Дені де Сент-Евремон (фр. Charles Margotelle de Saint-Denis de Saint-Evremond; 1610/1614 — 29 вересня 1703) — французький військовий діяч, письменник-мораліст, філософ, музичний критик.

## Життєпис
Походив з дрібної нормандської шляхти. Син Шарля де Сен-Дені і Шарлотти де Рувіль. Народився у січні 1614 року в м.Сен-Дені-ле-Га на півострові Котантен. Навчався в Клермонському єзуїтському коледжі та коледжі Аркур. В останньому вивчав філософію та юриспруденцію. Спочатку працював юристом в Кані.
У 1630 році розпочав військову кар'єру, під орудою маршала Франсуа де Бассомп'єра брав участь у війні за мантуанську спадщину. Відзначився при облозі Ландресу, отримавши звання капітана. В цей час вивчив іспанську та італійську мови, захопився філософією Мішеля де Монтеня.
У 1641 році став ад'ютантом і лейтенантом гвардійців Людовика де Конде, герцога Енгієн. У 1643—1645 роках відзначився у битвах біля Рокруа, Фрайбурга і Нордлінгені (часи Тридцятирічної війни). 1648 року погиркався з герцогом. Після цього Сент-Евремон знайшов нового покровителя — Луї де Ногаре, герцога Кандаля. Під час Фронди підтримав королівський двір, отримавши 1652 року звання табірного маршала (на кшталт генерал-майора) та 50 тис. ліврів. На початку Фронди, у 1649 році, склав памфлет «Відступ пана де Лонгвіля в Нормандії», що використовувалося проти членів Фронди.
У 1653 році був посаджений до Бастилії, де провів 3 місяці. Брав участь в обороні Арраса від іспанців. У 1655—1657 роках воював у Фландрії. У 1658 році знову потрапив до Бастилії за сатиру на кардинала Джуліо Мазаріні, проте незабаром був випущений і входив до його почету під час підписання Піренейського миру. Водночас помирає його давній покровитель де Ногаре.
Після того, як 1661 року критичний «Лист з приводу Піренейського світу», адресований одному з друзів суперінтенданта Нікола Фуке (того перед тим арештували) — маркізу Франсуа де Крекі — потрапив до короля Людовика XIV, Шарль де Сент-Евремон був змушений тікати до Голландії, а потім переселився до Англії. Втім Вольтер висував думку, що де Сент-Евремон втік через страх покарання за свої гомосексуальні зв'язки, вказуючи на лист Сірано де Бержерака під назвою «Мадемуазель де Сен-Дені».
У 1665 році після початку другої англо-голландської війни перебрався до Голландії, де провів 5 років. Потім повернувся до Англії. Тут увійшов до почету короля Карла II, від якого отримував пенсію.
У 1671 році сприяв піднесенню Луїзи де Керуаль, яка стала фавориткою короля та провідницею французького впливу в країні. У 1685 році не прийняв запропоновану новим англійським королем Яковом II посаду секретаря закордонних справ. Спілкувався з Джоном Драйденом, Джонатаном Свіфтом, Вільямом Конгрівом, був другом і канцлером двору герцогині Гортензії Манчині та постійним відвідувачем її салону. Став зразком моди, кулінарії, літературних смаків. Першим представив в Лондоні шампанське, сприявши поширенню його популярності серед британської знаті.
1689 року отримав дозвіл повернутися до Франції, але через похилий вік та неприязнь до французького короля не зробив цього. Водночас мав підтримку з боку англійського короля Вільгельма III.
Помер у 1703 році в Лондоні, поховано у Куточку поетів Вестмінстерського абатства.

## Творчість
В його доробку п'єси, філософські есе, віршів. Значне місце у його спадщині займають листи, серед адресатів яких, зокрема Лафонтен та Нінон де Ланкло. Також відомий як театральний та музичний критик («З деяких іспанських, італійських та французьких книг» (1668 рік), «Роздуми про давню та сучасну трагедію» (1672 рік), «Про наші комедії» та «Захист деяких п'єс Корнеля» (обидві 1677 року). У полеміці про порівняльні переваги літератури та мистецтва античності і сучасності Сент-Евремон прийняв бік «нових», вважаючи, що античне мистецтво засноване на хибніших уявленнях про навколишній світ і менш здорових моральних ідей.
Найвідомішою є комедія «Академіки» («Les Académistes» або «Comédie des académistes»), що була надрукована у 1650 році. В ній автор висміює придушення розвитку мови Французькою академією.
Розвивав філософські ідеї Мішеля де Монтеня, П'єра Гассенді, до певної міри Бенедикта Спінози. На думку Сент-Евремона, існування абсолютної духовності та безсмертя душі засобами розуму довести неможливо, не запеерчував буття, проте його природу вважав непізнаваною. Найкращою з релігій філософ вважав християнство, зокрема католицизм, хоч і сприймав його у формі, близькій до деїзму. При цьому розбіжності між різними релігійними течіями Сент-Евремон вважав несуттєвими і штучно роздмухуваними заради влади над суспільством. Разом з тим, відкидав аскетизм, прагнучи насолоджуватися життям (у чому слідував епікурейству). Вважав найважливішими моральними принципами любов, милосердя і терпимість.
Відомим є філософський пседодокументальний твір «Бесіди пана маршала д'Окенкура з батьком Кане» (1656 рік), праця «Промова про Епікура» (1684 рік).
Його історична праця «Роздуми про різноманітних геніїв римського народу» (1663 рік) мала значний вплив на сучасників. Сент-Евремона іноді називають Вольтером XVII века. В доробку також є біографії сучасників "«Паралелі М. ле Принца і М. де Тюренна» (1673 рік).
Майже після смерті Сент-Евремона його друг П'єр Демезо видав багатотомне видання «Твори пана Сент-Евремона, звірені з рукописами автора».